# Lecanora neonashii
Lecanora neonashii är en lavart som beskrevs av Helge Thorsten Lumbsch. 
Lecanora neonashii ingår i släktet Lecanora och familjen Lecanoraceae. Inga underarter finns listade i Catalogue of Life.